# ديترويت رد وينجز
ديترويت رد وينجز (بالإنجليزية: Detroit Red Wings)‏ هو فريق هوكي جليد أمريكي محترف يلعب في الشعبة الأطلسية من القسم الشرقي في دوري الهوكي الوطني (NHL). حاز على كأس ستانلي 11 مرة أعوام 1936، 1937، 1943، 1950، 1952، 1954، 1955، 1997، 1998، 2002، 2008.